# Tudivasum
Tudivasum is een geslacht van weekdieren uit de klasse van de Gastropoda (slakken). De wetenschappelijke naam is een vervanging van Tudicula H. Adams & A. Adams, 1864 daar deze reeds in gebruik was voor het geslacht Tudicula de Ryckholt, 1862.

## Soorten
- Tudivasum armigerum (A. Adams, 1856)
- Tudivasum inerme (Angas, 1878)
- Tudivasum kurtzi (Macpherson, 1964)
- Tudivasum rasilistoma (Abbott, 1959)
- Tudivasum spinosum (H. Adams & A. Adams, 1864)
- Tudivasum zanzibaricum (Abbott, 1958)